# Юма-кочимські мови

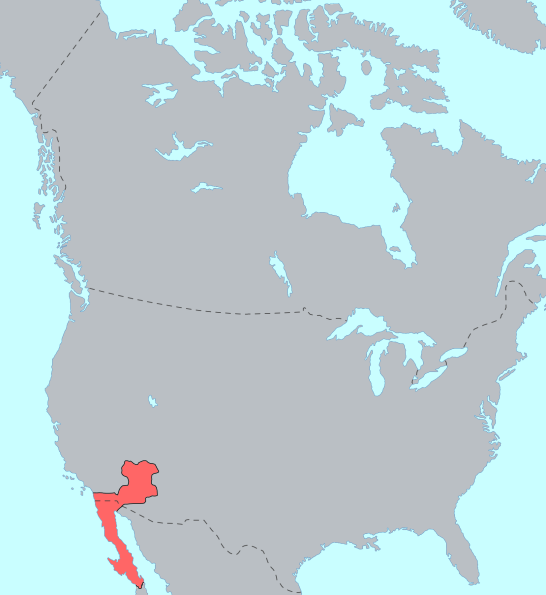
Кочімі-юманські мови до прибуття європейців.

Кочимі-юманські мови (англ. Cochimi-Yuman) — індіанська мовна родина поширена в прикордонні між США та Мексикою.
Мови кочимі розташовані в середній частині Нижньої Каліфорнії, а десять юманських мов поширені в західній Аризоні, південній Каліфорнії та на півночі Нижньої Каліфорнії.
Юманська родина раніше зараховувалася до «хоканської» (англ. Hokan) макросім'ї. Зараз кочимі-юманська родина розглядається як ядро цього гіпотетичного об'єднання. Найімовірнішим є генетичний зв'язок родини з помоанськими мовами ((англ. Pomoan) (7 мов) поширеними в північній Каліфорнії. Згідно із сучасними уявленнями про спорідненість мов хоканська група не така ж недостовірна як і пенутійська, до неї, окрім згаданих, входять іще 8 незалежних мовних сімей: мова сері, мова уашо, сталінська родина (2 мови), мова яна, палайніханська родина (2 мови), шастанська сім'я (4 мови), мови чімаріко та карок. Сепір зараховував до хоканських мов також есселен і вимерлу чумашську сім'ю, що складалася з кількох мов.